# Franciaország egyetemei
Amiens
- Université de Picardie

Angers
- Universität Angers

Arras
- Université d'Artois

Besançon
- Université de Franche-Comté

Bordeaux
- Université de Bordeaux I
- Université de Bordeaux II (Université Victor Segalen)
- Université de Bordeaux III (Université Michel de Montaigne)
- Université de Bordeaux IV (Université Montesquieu)

Caen
- Universität Caen

Chambéry
- Université de Savoie

Clermont-Ferrand
- Université de Clermont-Ferrand I
- Université de Clermont-Ferrand II (Université Blaise Pascal)

Dijon
- Burgundiai Egyetem

Grenoble
- (Université de Grenoble I)
- (Université de Grenoble II)
- (Université de Grenoble III)
- Grenoble-Alpes Egyetem

Le Havre
- Universität Le Havre (Université du Havre)

Lille
- École centrale de Lille
- Université de Lille I (Université des Sciences et Technologies de Lille)
- Université de Lille II (Droit et Santé)
- Université de Lille III (Université Charles de Gaulle)
- Université Catholique de Lille

Lyon
- Universität Lyon 1 (Université Claude Bernard)
- Universität Lyon 2 (Université Lumière)
- Universität Lyon 3 (Université Jean Moulin)

Le Mans
- Université du Maine

Marseille
- Université Aix-Marseille
- Université d'Aix-Marseille III (Un iversité de Droit, d'Economie et des Sciences)

Metz
- Universität Metz

Montpellier
- Université de Montpellier
- Université de Montpellier III (Université Paul Valéry)

Mülhausen
- Université des Oberelsass

Nancy
- Université de Nancy I (Université Henri Poincaré)
- Université de Nancy II

Nantes
- Universität Nantes

Nice
- Université Côte-d'Azur

Orléans
- Universität Orléans

Párizs
- Université Paris 1 Panthéon-Sorbonne
- Université Paris 2 Panthéon-Assas
- Université Paris 3 Sorbonne Nouvelle
- Sorbonne Egyetem
- Párizs-Saclay Egyetem
- Université de Paris
- Université Paris 8 Vincennes-Saint Denis
- Université Paris 9 Paris-Dauphine
- Université Paris-Nanterre
- Université Paris 12 Val de Marne
- Université Paris 13 Paris-Nord
- Université Cergy-Pontoise
- Université Évry-Val d'Essonne
- Université Marne-La-Vallée
- Université Versailles/Saint-Quentin-en-Yvelines

Pau
- Université de Pau et des Pays de l'Adour

Perpignan
- Université Perpignan

Poitiers
- Universität Poitiers

Reims
- Université Reims (Champagne-Ardenne)

Rennes
- Université de Rennes I
- Université de Rennes II (Université de Haute Bretagne)

Rouen
- Universität Rouen

Saint-Etienne
- Université Jean Monnet

Strasbourg
- Université de Strasbourg

Toulon
- Université de Toulon et du Var

Toulouse
- Université Toulouse I (Sciences Sociales)
- Université de Toulouse - Le Mirail
- Université Paul Sabatier, Toulouse III

Tours
- Université François Rabelais

Valenciennes
- Université de Valenciennes et du Hainaut-Cambresis